# Chris Dobey
Chris Dobey (* 31. května 1990 Bedlington) je anglický profesionální hráč šipek hrající turnaje Professional Darts Corporation (PDC). Je vítězem na Masters z roku 2023, když ve finále porazil Roba Crosse. Toto vítězství mu zajistilo plnohodnotný debut v Premier League Darts, kde skončil v základní části na 7. místě a nepostoupil do finálového večera.

## Výsledky na mistrovství světa

### PDC
- 2017: Druhé kolo (porazil ho Dave Chisnall 2–4)
- 2018: První kolo (porazil ho Phil Taylor 1–3)
- 2019: Osmifinále (porazil ho Gary Anderson 3–4)
- 2020: Osmifinále (porazil ho Glen Durrant 3–4)
- 2021: Třetí kolo (porazil ho Daryl Gurney 1–4)
- 2022: Osmifinále (porazil ho Luke Humphries 3–4)
- 2023: Čtvrtfinále (porazil ho Michael van Gerwen 0–5)
- 2024: Čtvrtfinále (porazil ho Rob Cross 4–5)
- 2025: Semifinále (porazil ho Michael van Gerwen 1–6)

## Finálové zápasy

### Major turnaje PDC: 1 (1 titul)
| Legenda           |
| ----------------- |
| The Masters (1–0) |

| Výsledek | No. | Rok  | Turnaj      | Soupeř    | Skóre    |
| -------- | --- | ---- | ----------- | --------- | -------- |
| Vítěz    | 1.  | 2023 | The Masters | Rob Cross | 11–7 (l) |

## Výsledky na turnajích
| Turnaj                          | 2014              | 2015              | 2016              | 2017              | 2018              | 2019              | 2020              | 2021              | 2022              | 2023 | 2024 | 2025 |
| ------------------------------- | ----------------- | ----------------- | ----------------- | ----------------- | ----------------- | ----------------- | ----------------- | ----------------- | ----------------- | ---- | ---- | ---- |
| Hodnocené televizní turnaje     |                   |                   |                   |                   |                   |                   |                   |                   |                   |      |      |      |
| Mistrovství světa               | Nekvalifikoval se | Nekvalifikoval se | Nekvalifikoval se | 2R                | 1R                | 4R                | 4R                | 3R                | 4R                | QF   | QF   | SF   |
| World Masters                   | Nekvalifikoval se | Nekvalifikoval se | Nekvalifikoval se | Nekvalifikoval se | Nekvalifikoval se | Nekvalifikoval se | Nekvalifikoval se | 2R                | DNQ               | W    | 2R   | 1R   |
| UK Open                         | 1R                | 2R                | DNQ               | 4R                | 5R                | 3R                | 6R                | 6R                | 4R                | 5R   | 5R   | 5R   |
| World Matchplay                 | Nekvalifikoval se | Nekvalifikoval se | Nekvalifikoval se | Nekvalifikoval se | Nekvalifikoval se | 1R                | DNQ               | 1R                | 1R                | QF   | 2R   |      |
| World Grand Prix                | Nekvalifikoval se | Nekvalifikoval se | Nekvalifikoval se | Nekvalifikoval se | Nekvalifikoval se | SF                | 1R                | DNQ               | QF                | QF   | 1R   |      |
| Mistrovství Evropy              | DNQ               | DNQ               | 1R                | DNQ               | DNQ               | 2R                | DNQ               | DNQ               | SF                | QF   | 1R   |      |
| Grand Slam of Darts             | DNQ               | DNQ               | QF                | Nekvalifikoval se | Nekvalifikoval se | Nekvalifikoval se | Nekvalifikoval se | RR                | DNQ               | 2R   | DNQ  |      |
| Players Championship Finals     | DNQ               | DNQ               | 1R                | 3R                | QF                | SF                | 1R                | 1R                | 2R                | 2R   | 1R   |      |
| Nehodnocené televizní turnaje   |                   |                   |                   |                   |                   |                   |                   |                   |                   |      |      |      |
| Premier League Darts            | Nezúčastnil se    | Nezúčastnil se    | Nezúčastnil se    | Nezúčastnil se    | Nezúčastnil se    | C                 | C                 | DNP               | DNP               | 7.   | DNP  | 6.   |
| World Series of Darts Finals    | NH                | 1R                | DNQ               | 2R                | Nekvalifikoval se | Nekvalifikoval se | Nekvalifikoval se | Nekvalifikoval se | Nekvalifikoval se | DNP  | QF   |      |
| Statistika                      |                   |                   |                   |                   |                   |                   |                   |                   |                   |      |      |      |
| Pořadí v žebříčku na konci roku | –                 | 122               | 42                | 36                | 34                | 19                | 23                | 32                | 22                | 17   | 15   |      |

| Legenda | Legenda | Legenda | Legenda        | Legenda | Legenda           | Legenda | Legenda     | Legenda | Legenda   |
| ------- | ------- | ------- | -------------- | ------- | ----------------- | ------- | ----------- | ------- | --------- |
| #R      | kolo    | QF      | čtvrtfinále    | SF      | semifinále        | F       | finalista   | W       | vítěz     |
| RR      | skupina | DNP     | nezúčastnil se | DNQ     | nekvalifikoval se | NH      | nekonalo se | WD      | odstoupil |